# Йеттишар
Йеттишар (уйг. يەتتى شەھەر / Йәттә Шәһәр‎, Муса Сайрами также указывает на название Страна Могулистан или Семь Городов уйг. ﻣﻮﻏﯘﻟﺌﺴﺘﺎﻥ ﻳﯘﺭﺗﻰ ﻳﺎﻛﻰ ﻳﻪﺗﺘﻰ ﺷﺎﮬﻪﺭ / Моғулистан Юрти йаки Йәтти Шаһәр‎) — государство (эмират), существовавшее на территории Восточного Туркестана (Кашгарии) в 1860—1870-х годах.

## История создания
В 1757 году Цинским Китаем было уничтожено Джунгарское ханство, а в 1759 году — завоёвана Кашгария; на новоприобретённой территории была образована провинция Синьцзян. Сюда ссылали противников цинского режима, здесь стали размещать маньчжурские и китайские войска из Ганьсу, отряды солонов и дауров из Маньчжурии. В 1764 году в долину Или переселили несколько тысяч сибо. Были созданы маньчжурские военно-земледельческие поселения и китайские военные поселения, а также земледельческие поселения из сосланных сюда уйгуров («таранчи») — участников сопротивления маньчжурскому завоеванию. Сюда переселялись китайцы и дунгане.
В начале XIX века резко обострилась социально-политическая обстановка в Кашгарии. Пользуясь отсутствием контроля со стороны наместника Синьцзяна, маньчжурские и китайские чиновники без стеснения использовали своё служебное положение для быстрого личного обогащения. Кроме того, население нещадно обирали китайские купцы, по дешёвке скупая местные продукты и изделия, но втридорога сбывая привозные, особенно чай. Всё это происходило на фоне сложных взаимоотношений Цинской империи с соседним Кокандским ханством. Кокандские ханы, давая приют борцам против маньчжурских завоевателей, умело использовали их для давления на цинское правительство, и вели в этом крае сложную политику.
Жившие в Коканде в начале XIX века сыновья Сарымсака ходжа Джахангир и Юсуф-ходжа — наследники бывших белогорских правителей Кашгарии — встали во главе движения за восстановление независимости края. Летом 1820 года Джахангир «бежал» из Коканда к киргизам, где собрал конный отряд в несколько сот сабель, и осенью прорвался через цинские заслоны. Подавление уйгурского восстания 1820—1827 годов и последующая борьба с Джахангиром обошлись цинскому правительству в 10 миллионов лянов. Это восстание потрясло саму основу цинского господства в Кашгарии, а ответные зверства карателей создавали почву для нового мусульманского выступления. После поимки и казни Джахангира в 1828 году все надежды теперь возлагались на Юсуфа-ходжу — брата Джахангира. На выступление его усиленно подбивал и хан Коканда.
Осенью 1830 года Юсуф со своим отрядом перешёл границу и был радостно встречен белогорцами. Памятуя об уроках восстания Джахангира, Юсуф щедро раздавал обещания народу и при его поддержке вступил в Кашгар. Однако в Яркенде штурм цитадели окончился неудачей, восставшие потерпели там крупное поражение, после чего наступил перелом и восстание пошло на убыль. Население поддерживало восстание гораздо меньше, чем в 1826—1827 годах, грабежи войск Юсуфа также восстановили против ходжи мирных жителей. Очень прохладно встретила белогорского ходжу черногорская секта. Цинские власти умело использовали религиозную вражду двух исламских сект. В октябре 1830 года наместник Чанлин начал наступление на повстанцев. В конце 1830 года Юсуф-ходжа с несколькими тысячами сторонников-белогорцев и пленными отступил к границе и ушёл на кокандскую территорию. Подавление длившегося четыре месяца восстания обошлось казне в 8 миллионов лянов.
В 1847 году было поднято новое восстание под руководством племянников Джахангира, известное в истории, по числу его руководителей, как «восстание семи ходжей»; оно было подавлено в том же году. В 1857 году в Кашгарии вспыхнуло восстание под руководством Валихан-тюря (племянника Джахангира), которое было жестоко подавлено в августе 1858 года; многие повстанцы бежали в Коканд.
Начавшееся в наместничестве Шэньгань (располагавшемся на территории провинций Шэньси и Ганьсу) в 1862 году восстание дунган отрезало синьцзянские власти от центра страны и лишило их дотаций из казны Шэньганя. Местная бюрократия попыталась компенсировать эту потерю путём повышения налогов и незаконных изъятий. Всё это привело население на грань всеобщего восстания.
В июне 1864 года взбунтовались солдаты-дунгане гарнизона Кучара, а за ними поднялось и остальное население во главе с Рашидин-ходжой. Освободив четыре округа — Турфан, Комул (Хами), Аксу и Уш (Уш-Турфан), он установил здесь свою власть, создав Кучарское ханство. Тем же летом в Урумчи возникло Дунганское ханство во главе с Лотай-ханом; вскоре он провозгласил себя султаном, а своё государство — Урумчинским султанатом. Войска Рашидина в октябре попытались завладеть Кашгаром, где перед этим успешно прошло восстание против завоевателей-маньчжуров. В Хотане власть перешла к мулле Хабибу-уллаху, ставшему главой Хотанского ханства. В восставший Кашгар из Коканда в 1864 году прибыл с отрядом Бузрук-ходжа (сын Джахангира); радостно встреченный населением, он был избран главой Кашгарского ханства, включавшего в себя и Яркенд.
Против цинского господства поднялись почти все мусульманские народы Синьцзяна — уйгуры, дунгане, киргизы и таджики. Массы выступили на освободительную борьбу под религиозным знаменем ислама, во главе движения встали духовные феодалы (ходжи) и простые муллы; борьба носила не только антиманьчжурскую, но и антикитайскую направленность. В 1867 году восстало уйгурское население Илийского края, и здесь возник Таранчинский султанат. Таким образом, практически весь Синьцзян на 13 лет сбросил маньчжурское иго. На территории былого цинского наместничества возникло пять небольших мусульманских государств. Такая феодальная раздробленность перед лицом цинской угрозы требовала скорейшего объединения. Создание единого государства происходило на базе наиболее сильного Кашгарского ханства. Им фактически руководил военачальник Мухаммед Якуб-бек — неграмотный выходец из низов, ставший выдающимся политическим деятелем. Якуб-бек создал многочисленную армию и её силами осуществил объединение Восточного Туркестана. Другие ханства, султанаты и эмираты были подчинены Кашгару, а новое государство получило название Йеттишар; Якуб-бек был провозглашён ханом Йеттишара под именем Бадоулет.

## Семиградье

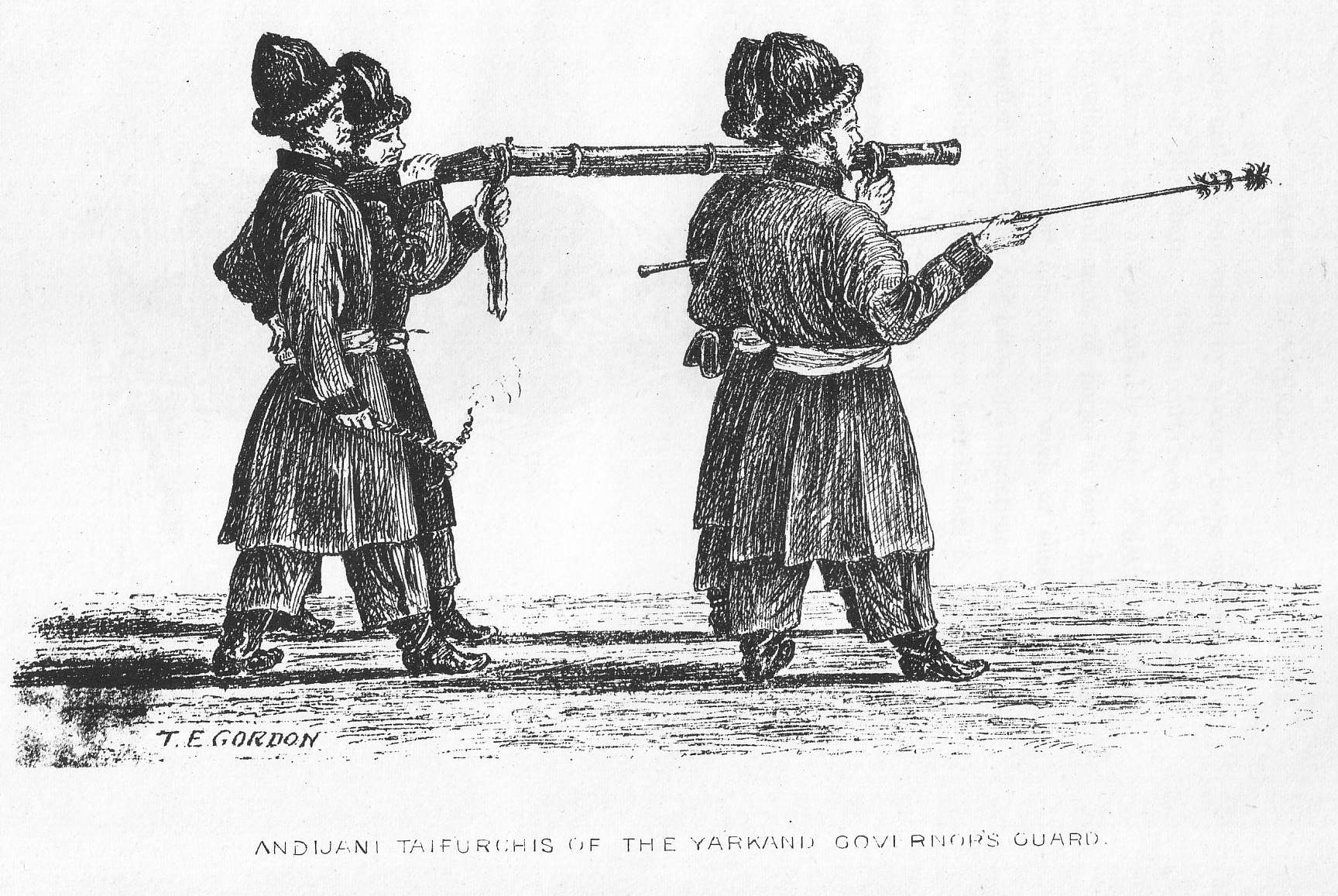
Кокандские стрелки Якуб-бека — т. н. «андижанцы»

Чтобы предотвратить захват Якуб-беком Таранчинского султаната и не допустить роста английского влияния в Средней Азии, русские войска в 1871 году оккупировали Илийский край и ликвидировали здешнее уйгурское государство. Войска Якуб-бека совершили два похода против дунганского Урумчинского султаната, и в 1870—1872 годах присоединили его территорию к Йеттишару. На сторону Якуб-бека перешёл Мухаммед Аюб Биянху — один из лидеров восстания дунган в Шэньси, в 1873 году вытесненный китайскими войсками на северо-запад и обосновавшийся в Урумчи, а также другие дунганские командиры и беженцы из провинций Шэньси и Ганьсу.
Якуб-бек провёл ряд прогрессивных реформ. Он модернизировал свою 45-тысячную армию, упростил бюрократическую систему, сократил аппарат, резко уменьшил налоги, сборы и повинности с населения, отменил внутренние пошлины, упорядочил финансы. Правитель Йеттишара поощрял торговлю, строил караван-сараи, прокладывал новые каналы и иные оросительные системы. Тем не менее созданный им режим был суровым, и подчас жестоким. Когда же цинские войска с 1873 года начали военные действия в Синьцзяне, многие позитивные начинания в Йеттишаре оказались перечёркнутыми из-за резкого роста военных расходов.
Для укрепления своего государства Якуб-бек стремился использовать противоречия между Россией и Англией, предлагая и той и другой свою службу. Петербург, развивая с Йеттишаром торговлю, не пошёл на его дипломатическое признание. Англия пыталась использовать кашгарского хана против России, помогая ему до 1877 года из Индии оружием и военными советниками; такая же помощь оказывалась ему и со стороны Османской империи.

## Дискуссия в Пекине о Западном походе
После подавления восстания тайпинов перед цинской администрацией со всей остротой встал вопрос о характере дальнейшей политики в отношении отпавших от Китая районов. Решение этой проблемы вызвало оживленные споры. Было две противоположных точки зрения.
Некоторые высшие сановники и военачальники предлагали остановиться на решении вопроса о возвращении утерянных территорий мирным, дипломатическим путём, через признание независимости Джунгарии и Восточного Туркестана (образовавшихся там государств). Сторонники такой позиции ссылались на переживаемые цинским Китаем трудности политического и экономического характера. Главным выразителем этой точки зрения был Цзэн Гофань — влиятельнейший политический деятель того времени; он открыто предложил «отказаться от территорий к западу от Цзяюйгуаня».
Другая часть официальных лиц в цинском правительстве выступала за самые решительные военные действия и подавления восстаний. Лидером этой группировки был Айсиньгёро Исюань, носивший титул «великий князь Чунь», который являлся сводным братом императора, правившего под девизом «Сяньфэн». Ихуань даже предложил лично возглавить карательную экспедицию на Запад.
В 1874 году было предложено устроить при дворе дискуссию на эту тему. Предполагалось, что все известные политические деятели Китая так или иначе примут участие в дискуссии. Ли Хунчжан — наместник столичной провинции Чжили — выступил с аргументами, направленными против траты средств на возвращение Синьцзяна; по его мнению, нужно было сосредоточиться на защите побережья Китая от возможного вторжения западных держав и на создании мощного военно-морского флота. Но 12 января 1875 года умер, не оставив наследника, император. Вопреки правилам престолонаследия, на трон был возведен племянник вдовствующей императрицы Цыси, мальчик четырёх лет, сын младшей сестры Цыси и великого князя Чуня. Таким образом, сторонники возвращения Синьцзяна под власть Пекина получили весомую поддержку. Одним из основных сторонников Западного похода был Цзо Цзунтан — наместник Шэньганя, только что утопивший там в крови дунганское восстание.
10 марта 1875 года Цзо Цзунтану был отдельно послан секретный документ с запросом о его мнении по синьцзянской проблеме. Цзо Цзунтана просили ясно ответить, мог ли он восстановить власть империи в Синьцзяне с теми силами, которые имелись у него в распоряжении на данный момент. Важность указанного документа была столь велика, что на его доставку в Ланьчжоу из Пекина потребовалось всего лишь 9 дней; Цзо Цзунтан получил запрос 19 марта 1875 года. Он ответил почти через месяц, 12 апреля 1875 года, развернутым докладом (он занимает 19 двойных страниц текста), в котором утверждалось, что синьцзянская кампания должна была проводиться до полной победы, безотносительно состояния дел в осуществлении военно-морской программы. Вскоре после получения правительством доклада Цзо Цзунтана, в апреле 1875 года император назначил Цзо Цзунтана императорским уполномоченным по военным делам в Синьцзяне. Таким образом, было положено официальное начало военной кампании в Синьцзяне.

## Западный поход Цзо Цзунтана
В 1875 году Цзо Цзунтан двинул своё 70-тысячное войско на покорение Джунгарии. Поскольку он умело поддерживал в Якуб-беке надежду на договор с Пекином об автономии Кашгарии в рамках Цинской империи, Джунгария была отдана ему почти без боя. После этого он в середине апреля 1877 года внезапно бросил против Йеттишара 180 батальонов хорошо вооружённых войск под командованием Лю Цзуньтана. Несмотря на помощь отрядов Биянху и других командиров-дунган, войска Якуб-бека терпели поражения. В мае 1877 года он был отравлен, а Йеттишар распался на три враждующие между собой владения. Войска Лю Цзуньтана овладели Кашгаром, Яркендом и Хотаном. В декабре 1877 года была покорена вся Кашгария. Каратели казнили тысячи мусульман, десятки тысяч бросали в темницы. Биянху с отрядами дунган нашёл убежище во владениях России. Власть династии Цин была восстановлена над всем Синьцзяном, кроме Илийского края, который был возвращён Россией Китаю по Петербургскому договору.

## Галерея

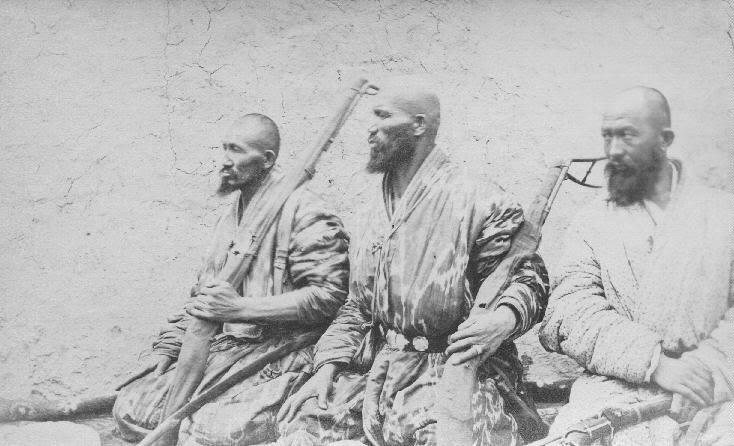

Войска Йеттишара